# بوب كوهلر
بوب كوهلر (بالإنجليزية: Bob Koehler)‏ هو لاعب كرة قدم أمريكية أمريكي، ولد في 7 أبريل 1894 في شيكاغو في الولايات المتحدة، وتوفي في 1 يوليو 1949 في بلدة كيلر في الولايات المتحدة.

## وصلات خارجية
- بوب كوهلر على موقع مرجع كرة القدم المحترفة.كوم (الإنجليزية)